# Многоъгълник
Многоъгълникът (наричан също полигон) е геометрична фигура, която обикновено се дефинира като затворена начупена линия. Може да се дефинира и като затворена част от равнината, ограничена от начупена линия. Върховете на начупената линия се наричат върхове на многоъгълника, а отсечките от нея – страни на многоъгълника.
Два върха на многоъгълника се наричат съседни, ако те са краища на една от страните му. Отсечките, съединяващи несъседни върхове на многоъгълника, се наричат диагонали.
Геометричното понятие полигон има различно значение в зависимост от сферата, в която се използва. Математиците са заинтересовани предимно от полигони от тип затворена многоъгълна верига и прости полигони, които нямат пресичащи се страни. В повечето случаи за тях думите полигон и изпъкнал многоъгълник са синоними.
Границите на полигона могат и да се самопресичат, създавайки звезден многоъгълник. Геометрично две страни като се срещнат, трябва да образуват ъгъл, който не е изправен (т.е. да е ≠180°). В противен случай сегментните линии може да се считат за части от една права. Математически обаче понякога може да се допуснат такива ъгли. Тези и други обобщения на полигоните са описани по-надолу.

## Класификация

### Брой на страните
Многоъгълниците се класифицират главно по броя на страните им. В зависимост от броя на страните им биват триъгълници, четириъгълници, петоъгълници и т. н. Многоъгълник с n върха се нарича n-ъгълник. Виж таблицата по-надолу.

### Изпъкналост и неизпъкналост
Многоъгълниците могат да се характеризират с тяхната изпъкналост или типа неизпъкналост:
- Изпъкнал – многоъгълникът, чиято вътрешност е изпъкнало множество. При него всички вътрешни ъгли са по-малки от 180°. Също така всяка отсечка между два върха остава изцяло вътре или на границата на полигона. Той представлява сечение на няколко полуравнини.
- Неизпъкнал – при него отсечката между два върха преминава извън границата на полигона.
- Прост – многоъгълник с плоска форма, състояща се от прави, непресичащи се отсечки или страни, които са свързани по двойки, за да образуват затворен път. Най-простите правилни многоъгълници са равностранният триъгълник и квадратът.
- Вдлъбнат – неизпъкнал и прост многоъгълник. Има най-малко един вътрешен ъгъл по-голям от 180°.
- Звездовиден – цялата вътрешност е видима от една точка, без да се пресичат ъглите. Полигонът трябва да бъде прост, може да е изпъкнал или вдлъбнат.
- Кръстосан – при него някои от краищата му се пресичат.
- Звезден – при него има свързване на един връх на един прост, обикновен многоъгълник към друг, несъседен връх и продължаване на процеса, докато първоначалният връх е достигнат отново.

### Равенство и симетрия
- Равноъгълен – многоъгълник, при който всички ъгли са равни.
- Цикличен – многоъгълник, при който всички ъгли лежат на една окръжност.
- Изогонен – има симетрични върхове, като полигонът е цикличен и с равни ъгли.
- Равностранен – всичките му страни са с еднаква дължина, но може ъглите да не са еднакви, както и да не е изпъкнал полигон.
- Тангенциален – изпъкнал многоъгълник с вписана окръжност, която е допирателна до всички страни на многоъгълника.
- Дъговиден – многоъгълник, който е равностранен и тангенциален, но не всички равностранни полигони са дъговидни. Страните лежат в рамките на една и съща окръжност.
- Правилен – многоъгълник, който е изогонен и дъговиден. Също така може да е цикличен и равностранен, или равностранен и равноъгълен. Неизпъкналият правилен многоъгълник се нарича правилен звезден полигон.

### Смесени
- Праволинеен – страните на полигона се срещат в прав ъгъл, като всеки един от вътрешните ъгли образува 90° или 270°.
- Монотонен по отношение на дадена линия L – всяка линия, перпендикулярна на L пресича полигона не повече от два пъти.

## Свойства и формули
- Сборът от ъглите на всеки n-ъгълник е равен на 180°(n-2).
- Около всеки правилен многоъгълник може да се опише окръжност и във всеки такъв многоъгълник може да се впише окръжност.
- Правилните изпъкнали n-ъгълници са подобни, а ако страните им са равни, те са еднакви.
- Броят на диагоналите на всеки многоъгълник е равен на n(n − 3)/2, където n е броят на неговите страни.

### Ъгли
Всеки полигон има толкова върхове, колкото са страните му. Страните се пресичат във върховете под някакъв ъгъл. От положението на ъгъла спрямо многоъгълника се определя вътрешен или външен е ъгълът. Ъглите се измерват в градуси (бележи се с °) или с радиани, които отчитат каква част е ъгълът от пълна окръжност (която е 2π).

#### Вътрешен ъгъл
Вътрешен ъгъл на изпъкнал многоъгълник при даден връх се нарича ъгълът, образуван от страните, минаващи през този връх, от страната на многоъгълника. Този ъгъл е по-голям от 180° (или 1π), когато многоъгълникът не е изпъкнал. Сумата на вътрешните ъгли на прост n-ъгълник (имащ n страни) е (n – 2)×180° (градуса) или (n – 2)×π (радиани):
{\displaystyle \sum \alpha =(n-2)\cdot 180^{\circ }}
{\displaystyle \sum \alpha =(n-2)\cdot \pi }
Това е така, защото се счита, че всеки n-ъгълник е направен от (n – 2) триъгълници, всеки от които има сума на ъглите от 180° или π радиани.
Знаейки сумата на вътрешните ъгли, може да открием големината на вътрешните ъгли на правилен n-ъгълник (на който всички n страни и ъгли са равни помежду си), като разделим сумата на вътрешните ъгли на техния брой (n):
{\displaystyle \alpha ={\frac {\sum \alpha }{n}}=180^{\circ }-{\frac {360^{\circ }}{n}}}
{\displaystyle \alpha ={\frac {\sum \alpha }{n}}=\left(1-{\tfrac {2}{n}}\right)\cdot \pi }
Вътрешните ъгли на правилния звезден полигон са проучвани за първи път от Луи Поансо в същия документ, в който е описал Многостените на Кеплер-Поансо: за правилен {\displaystyle {\tfrac {p}{q}}}-ъгълник (p-ъгълник с плътност q), всеки вътрешен ъгъл е {\displaystyle {\tfrac {180^{\circ }(p-2q)}{p}}} (градуса) или {\displaystyle {\tfrac {\pi (p-2q)}{p}}} (радиани).

#### Външен ъгъл
Външният ъгъл е ъгъл, допълващ вътрешния до 180°. Ако сборът на всички вътрешни ъгли в полигона е 360°, то и сборът на всички външни ъгли също ще е 360°. Следователно, ако направим една пълна обиколка около полигона, сборът на външните ъгли също ще е 360°. Такъв е случаят при четириъгълника. В общия случай сумата на външните ъгли на полигон е число кратно на 360°. Външният ъгъл {\displaystyle \beta } се получава като се извади от 180° вътрешния ъгъл {\displaystyle \alpha }:
{\displaystyle \beta =180^{\circ }-{\frac {\sum \alpha }{n}}={\frac {360^{\circ }}{n}}}

#### Централен ъгъл
Централният ъгъл {\displaystyle \gamma } на правилен n-ъгълник е ъгълът образуван между два радиуса на описаната окръжност, свързващи центъра ѝ с два съседни върха, като така разделя самата окръжност на толкова части, колкото са и върховете или:
{\displaystyle \gamma ={\frac {360^{\circ }}{n}}}
Така централният ъгъл се получава равен на външния ъгъл за всеки правилен n-ъгълник.

### Площ

#### Прости многоъгълници
За несамостоятелно пресичащи се n-ъгълници с n върхове xi, yi (i – от 1 до n) площта S, декартовата координатна система и медицентърът се получават по следния начин:
{\displaystyle S={\frac {1}{2}}\sum _{i=0}^{n-1}(x_{i}y_{i+1}-x_{i+1}y_{i}),\,}
{\displaystyle 16S^{2}=\sum _{i=1}^{n}\sum _{j=1}^{n}{\begin{vmatrix}Q_{i,j}&Q_{i,j+1},\\Q_{i+1,j}&Q_{i+1,j+1}\\\end{vmatrix}},\,}
където {\displaystyle Q_{i,j}} е разстоянието на квадрат между {\displaystyle (x_{i},y_{i})} и {\displaystyle (x_{j},y_{j});} и
{\displaystyle C_{x}={\frac {1}{6S}}\sum _{i=0}^{n-1}(x_{i}+x_{i+1})(x_{i}y_{i+1}-x_{i+1}y_{i}),\,}
{\displaystyle C_{y}={\frac {1}{6S}}\sum _{i=0}^{n-1}(y_{i}+y_{i+1})(x_{i}y_{i+1}-x_{i+1}y_{i}).\,}
Първият и последният връх на полигона е един и същ, т.е. xn, yn = x0, y0. Върховете трябва да са подредени положително или отрицателно (по посока на часовниковата стрелка или обратно); ако са подредени отрицателно, стойността получена от формулата за площ ще бъде отрицателна, но вярна абсолютна стойност, но когато се изчислява {\displaystyle C_{x}} и {\displaystyle C_{y}}, стойността на {\displaystyle S} (която в случая е отрицателна) трябва да бъде използвана.
Площта S на прост многоъгълник може да бъде изчислена, ако дължините на страните {\displaystyle a_{1},a_{2},...a_{n}} и на външните ъгли θ1, θ2, ..., θn са известни от:
{\displaystyle {\begin{aligned}S={\frac {1}{2}}(a_{1}[a_{2}\sin(\theta _{1})+a_{3}\sin(\theta _{1}+\theta _{2})+\cdots +a_{n-1}\sin(\theta _{1}+\theta _{2}+\cdots +\theta _{n-2})]\\{}+a_{2}[a_{3}\sin(\theta _{2})+a_{4}\sin(\theta _{2}+\theta _{3})+\cdots +a_{n-1}\sin(\theta _{2}+\cdots +\theta _{n-2})]\\{}+\cdots +a_{n-2}[a_{n-1}\sin(\theta _{n-2})]).\end{aligned}}}
Формулата е описана от Лопшит през 1963 г.
Ако полигонът може да обрисува на еднакво разстояние решетка, така че всичките му върхове да са решетъчни точки, теоремата на Пик дава една проста формула за намиране площта на полигона, въз основа на броя на вътрешните и гранични точки на мрежата: първото число + 1/2 от следващото – 1.
Дължините на страните на полигона не определят площта му в общия случай. Но ако полигонът е цикличен, могат да определят площта.
От всички n-ъгълници с дадени страни, с най-голяма площ е цикличният. От всички n-ъгълници с даден периметър, с най-голяма площ е правилният.
Всеки многоъгълник с обиколка P и площ S притежава изопериметричното неравенство:
{\displaystyle P^{2}>4\pi S}
Ако са дадени два прости многоъгълника с еднаква площ, тогава първият може да бъде разделен на многоъгълни парчета, които могат да се съберат, за да се оформи вторият многоъгълник (теорема на Bolyai–Gerwien).

#### Правилни многоъгълници
Многоъгълници, на който всички страни и ъгли са равни помежду си, са правилни.
Обиколката (периметърът) P на правилен n-ъгълник (с n страни) със страна a е:
{\displaystyle P=n\cdot a}
Формули за намиране на площта (лицето) S на правилен n-ъгълник при известна страна a и:
- r – радиус на вписаната окръжност:

{\displaystyle S={\frac {P\cdot r}{2}}={\frac {n\cdot a\cdot r}{2}}}
- R – радиус на описаната окръжност:

{\displaystyle S={\frac {P\cdot R}{2}}{\sqrt {1-{\tfrac {P^{2}}{4n^{2}R^{2}}}}}}
- многоъгълникът е вписан в единична окръжност (R = 1):

{\displaystyle S={\frac {n\cdot a}{4}}{\sqrt {4-a^{2}}}}
и тригонометрично ({\displaystyle \alpha } е вътрешният ъгъл):
{\displaystyle S={\frac {n\cdot a^{2}}{4}}\cot({\tfrac {\pi }{n}})={\frac {n\cdot a^{2}}{4}}\cot({\tfrac {\alpha }{n-2}})=n\cdot \sin({\tfrac {\pi }{n}})\cdot \cos({\tfrac {\pi }{n}})=n\cdot \sin({\tfrac {\alpha }{n-2}})\cdot \cos({\tfrac {\alpha }{n-2}})}

#### Сложни многоъгълници
Площта на сложните (наричат се още самопресичащи се или кръстосани) многоъгълници може да се определи по два различни начина, всеки от които дава различен отговор:
- Използвайки горните методите за прости многоъгълници, можем да умножим площта на определени части в рамките на полигона по коефициент, който наричаме плътност. Например централно изпъкнал петоъгълник в центъра на пентаграма има плътност 2. Двете триъгълни части на кръстосаните четириъгълници имат обратно записана плътност и събирайки техните площи може да даде обща площ равна на нула за цялата фигура.
- Като се имат предвид приложените региони като точкови групи, ние можем да намерим площта на приложената серия от точки. Това съответства на площта на равнината обхваната от многоъгълника, или в площта на един или повече прости многоъгълници, имащи същия контур като на самостоятелно пресичащ се. В случай на кръстосан четириъгълник се разглеждат като два прости триъгълника.

### Вписана и описана окръжност
Около всеки правилен многоъгълник може да се опише окръжност и във всеки такъв многоъгълник може да се впише окръжност, като центровете на описаната и вписаната окръжност си съвпадат. Тъй като радиусът на вписаната окръжност свързва общия център с най-близката точка от всяка страна, а радиусът на описаната окръжност – с най-отдалечената точка (върховете на многоъгълника), то радиусът на вписаната окръжност е по-малък от радиуса на описаната окръжност.
Радиусът на вписаната в правилен многоъгълник окръжност се нарича още апотема. Тя свързва центъра на вписаната (и описаната) окръжност със средата на всяка страна под прав ъгъл. Апотемите разделят правилен n-ъгълник на n на брой еднакви делтоида, а радиусите на описаната окръжност към върховете го разделят на n на брой еднакви равнобедрени триъгълници.
Когато n на правилен n-ъгълник е четно число, срещуположните апотеми, както и радиусите на описаната окръжност към върховете на многоъгълника, лежат на една права, а когато е нечетно, продължението на апотемата към срещуположния връх е равно на радиуса на описаната окръжност. Така образуваните прави са оси на симетрия за n-ъгълника и техният брой е също n.
За правилен n-ъгълник със страна a:
- радиусът R на описаната окръжност е:

{\displaystyle R={\frac {a}{2\sin \left({\tfrac {\pi }{n}}\right)}}}
- радиусът r на вписаната окръжност е:

{\displaystyle r={\frac {a}{2\tan \left({\tfrac {\pi }{n}}\right)}}}
С увеличаване броя на страните n, радиусите на описаната и вписаната окръжност се сближават, тъй като синус и тангенс от число, клонящо към нула, също клонят към нула. От там следва, че лицата и обиколките на описаната и вписаната окръжност също се сближават, като клонят съответно към лицето и обиколката на самия многоъгълник.

## Етимология
Думата „полигон“ идва от латински: polygōnum, което идва от гръцки: πολύγωνον (polygōnon/polugōnon), означаващо многоъгълен. Всеки полигон е наименуван (а понякога и класифициран) в зависимост от броя на страните му, комбинирайки числена представка произлизаща от гръцки с наставката –gon, напр. pentagon, dodecagon. На български съответно се образува от числена представка с наставката –ъгълник, например петоъгълник, дванадесетоъгълник и т.н.
Освен с букви, математиците използват и числена нотация, напр. 17-ъгълник, 257-ъгълник. Изключение са полигони със страни, които по-лесно могат да бъдат изразени словесно. Някои видове полигони имат собствени имена, напр. правилен звезден петоъгълник (regular star pentagon) е познат още като пентаграм.

## Видове многоъгълници
| Име                                                           | Брой ъгли и страни | Ъгли на правилен многоълник                                                | Особености |
| ------------------------------------------------------------- | ------------------ | -------------------------------------------------------------------------- | --- |
| Едностен                                                      | 1                  | –                                                                          | Не е общопризнат като полигон, въпреки че някои дисциплини като Теория на графите понякога използват този термин. |
| Двустен                                                       | 2                  | –                                                                          | Не е общопризнат като полигон в Евклидовата равнина, въпреки че може да съществува като сферичен полигон. |
| Триъгълник                                                    | 3                  | Вътрешен: 60° Външен: 120° Сума: π (180°)                                  | Най-простият полигон, който може да съществува в Евклидовата равнина. Може да запълни равнина идеално. Няма диагонали, защото всеки връх е съседен на другите два.                                                           |
| Четириъгълник                                                 | 4                  | Вътрешен: 90° Външен: 90° Сума: 2π (360°)                                  | Най-простият многоъгълник, който може да се самопресече; най-простият многоъгълник, който може да бъде вдлъбнат; най-простият многоъгълник, който може да бъде нецикличен. Може да запълни равнина идеално. Има 2 диагонала. |
| Петоъгълник (пентагон)                                        | 5                  | Вътрешен: 108° Външен: 72° Сума: 3π (540°)                                 | Най-простият полигон, който може да бъде правилна звезда (т.нар. пентаграм). Има 5 диагонала. |
| Шестоъгълник (хексагон)                                       | 6                  | Вътрешен: 120° Външен: 60° Сума: 4π (720°)                                 | Може да запълни равнина идеално. Има 9 диагонала. |
| Седмоъгълник (хептагон)                                       | 7                  | Вътрешен: 128 4⁄7° ≈ 128,57° Външен: 51 3⁄7° ≈ 51,43° Сума: 5π (900°)      | Има 14 диагонала. |
| Осмоъгълник (октагон)                                         | 8                  | Вътрешен: 135° Външен: 45° Сума: 6π (1080°)                                | Има 20 диагонала. |
| Деветоъгълник (енеагон, нонагон)                              | 9                  | Вътрешен: 140° Външен: 40° Сума: 7π (1260°)                                | Има 27 диагонала. |
| Десетоъгълник (декагон)                                       | 10                 | Вътрешен: 144° Външен: 36° Сума: 8π (1440°)                                | Има 35 диагонала. |
| Единадесетоъгълник (хендекагон, ундекагон)                    | 11                 | Вътрешен: 147 3⁄11° ≈ 147,27° Външен: 32 8⁄11° ≈ 32,73° Сума: 9π (1620°)   | Има 44 диагонала. |
| Дванадесетоъгълник (додекагон)                                | 12                 | Вътрешен: 150° Външен: 30° Сума: 10π (1800°)                               | Има 54 диагонала. |
| Тринадесетоъгълник (тридекагон)                               | 13                 | Вътрешен: 152 4⁄13° ≈ 152,31° Външен: 27 9⁄13° ≈ 27,69° Сума: 11π (1980°)  | Има 65 диагонала. |
| Четиринадесетоъгълник (тетрадекагон)                          | 14                 | Вътрешен: 154 2⁄7° ≈ 154,29° Външен: 25 5⁄7° ≈ 25,71° Сума: 12π (2160°)    | Има 77 диагонала. |
| Петнадесетоъгълник (пентадекагон)                             | 15                 | Вътрешен: 156° Външен: 24° Сума: 13π (2340°)                               | Има 90 диагонала. |
| Шестнадесетоъгълник (хексадекагон)                            | 16                 | Вътрешен: 157,5° Външен: 22,5° Сума: 14π (2520°)                           | Има 104 диагонала. |
| Седемнадесетоъгълник (хептадекагон)                           | 17                 | Вътрешен: 158 14⁄17° ≈ 158,82° Външен: 21 3⁄17° ≈ 21,18° Сума: 15π (2700°) | Има 119 диагонала. |
| Осемнадесетоъгълник (октадекагон)                             | 18                 | Вътрешен: 160° Външен: 20° Сума: 16π (2880°)                               | Има 135 диагонала. |
| Деветнадесетоъгълник (енеадекагон, нонадекагон)               | 19                 | Вътрешен: 161 1⁄19° ≈ 161,05° Външен: 18 18⁄19° ≈ 18,95° Сума: 17π (3060°) | Има 152 диагонала. |
| Двадесетоъгълник (икосагон)                                   | 20                 | Вътрешен: 162° Външен: 18° Сума: 18π (3240°)                               | Има 170 диагонала. |
| Двадесетиедноъгълник (икосихенагон)                           | 21                 | Вътрешен: 162,857143° Външен: 17,142857° Сума: 19π (3420°)                 | Има 189 диагонала. |
| Двадесетичетириъгълник (тетракосагон, икоситетрагон)          | 24                 | Вътрешен: 165° Външен: 15° Сума: 22π (3960°)                               | Има 252 диагонала. |
| Тридесетоъгълник (триаконтагон)                               | 30                 | Вътрешен: 168° Външен: 12° Сума: 28π (5040°)                               | Има 405 диагонала. |
| Тридесетичетириъгълник (тетратриаконтагон, триаконтатетрагон) | 34                 | Вътрешен: 169 7⁄17° ≈ 169,41° Външен: 10 10⁄17° ≈ 10,59° Сума: 32π (5760°) | Има 527 диагонала. |
| Четиридесетоъгълник (тетраконтагон)                           | 40                 | Вътрешен: 171° Външен: 9° Сума: 38π (6840°)                                | Има 740 диагонала. |
| Четиридесетидвуъгълник (дотетраконтагон, тетраконтадигон)     | 42                 | Вътрешен: 171 3⁄7° ≈ 171,43° Външен: 8 4⁄7° ≈ 8,57° Сума: 40π (7200°)      | Има 819 диагонала. |
| Четиридесетиосмоъгълник (тетраконтаоктагон)                   | 48                 | Вътрешен: 172,5° Външен: 7,5° Сума: 46π (8280°)                            | Има 1080 диагонала. |
| Петдесетоъгълник (пентаконтагон)                              | 50                 | Вътрешен: 172,8° Външен: 7,2° Сума: 48π (8640°)                            | Има 1175 диагонала. |
| Шестдесетоъгълник (хексаконтагон)                             | 60                 | Вътрешен: 174° Външен: 6° Сума: 58π (10 440°)                              | Има 1710 диагонала. |
| Седемдесетоъгълник (хептаконтагон)                            | 70                 | Вътрешен: 174 6⁄7° ≈ 174,86° Външен: 5 1⁄7° ≈ 5,14° Сума: 68π (12 240°)    | Има 2345 диагонала. |
| Осемдесетоъгълник (октаконтагон)                              | 80                 | Вътрешен: 175,5° Външен: 4,5° Сума: 78π (14 040°)                          | Има 3080 диагонала. |
| Деветдесетоъгълник (енеаконтагон)                             | 90                 | Вътрешен: 176° Външен: 4° Сума: 88π (15 840°)                              | Има 3915 диагонала. |
| Стоъгълник (хектогон, хекатонтагон)                           | 100                | Вътрешен: 176,4° Външен: 3,6° Сума: 98π (17 640°)                          | Има 4850 диагонала. |
| Хилядоъгълник (хилиагон)                                      | 1000               | Вътрешен: 179,64°                                                          | Рене Декарт го използва като пример в своята Шеста медитация, за да демонстрира разликата между чисто умствената дейност и въображението                                                                                     |
| Десетхилядоъгълник (мириагон)                                 | 10 000             | Вътрешен: 179,964°                                                         | Използва се като пример в някои философски дискусии, например в „Размишления за първата философия“ на Декарт |
| 65537-ъгълник                                                 | 65 537             | Вътрешен: ≈179,9945° Сума: 11 796 300°                                     | |
| Стохилядоъгълник                                              | 100 000            | Вътрешен: 179,9964°                                                        | |
| Безкрайноъгълник (апейрогон)                                  | ∞                  |                                                                            | С безкрайни на брой страни и ъгли. Правилният безкрайноъгълник се приема за окръжност. |

## История
Полигоните са били известни още от древността. Правите полигони са били познати на древните гърци с пентаграма, неизпъкналия правилен полигон (звезден полигон), появили се през 7 век пр.Хр. в кратер намерен в Caere и сега в музея на Капитолия.
Първото известно систематично изучаване на неизпъкнал многоъгълник е направено от Томас Брадуардин през 14 век.
През 1952 г. Джефри Колин Шепърд обобщава идеята за полигоните по отношение на сложната равнина, където всяко реално измерение е придружено от едно въображаемо, за да се създават сложни полигони.

## Многоъгълници в компютърната графика
Многоъгълник в компютърната графика е двуизмерна форма, която е моделирана и се съхранява в база-данни. Многоъгълникът може да е оцветен, сенчест и текстуриран, и позициите му в базата се определят от координатите на неговите върхове.
Конвенциите за именуване са различни от тези в математиката:
- Простият многоъгълник не пресича себе си.
- Вдлъбнатият многоъгълник е прост, но съдържа поне един вътрешен ъгъл по-голям от 180°.
- Сложният многоъгълник също не пресича себе си.

Всяка повърхност е моделирана като мозайка, която се нарича „отвор на многоъгълника“. Ако „отворът“ на квадрат има {\displaystyle n+1} точки (върхове) за всяка страна, тогава има {\displaystyle n^{2}} квадрати в „отвора“, или 2{\displaystyle 2n^{2}} триъгълници, докато има два триъгълника в един квадрат. Има {\displaystyle (n+1)^{2}/2(n^{2})} върхове за всеки триъгълник.
Системата за изобразяване извиква структурата от многоъгълници, необходими за визуализиране от базата данни. Това се прехвърля към активната памет и накрая към дисплея. По време на този процес система за изображения прави полигони в правилната перспектива, готови за предаване на обработените данни в системата за показване. Въпреки че многоъгълниците са двуизмерни, те се визуализират правилно от компютърната система в триизмерното пространство.

## Полигони в природата
Полигоните се появяват в скални образувания, най-често като плоските страни на кристали, където ъглите между страните зависят от вида на минерала, от който е направен кристалът.
Правилни шестоъгълници могат да възникнат, когато охлаждането на лава образува площи от плътно допрени една до друга колони от базалт, които могат да се видят в Пътят на великаните в Северна Ирландия или базалтовите колони в Калифорния (Devil's Postpile National Monument).
В биологията повърхността на пчелните пити е масив от шестоъгълници, а стените и основите на всяка клетка също са полигони.